# Magna PT
Magna PT B.V. & Co. KG (bis 2018: Getrag) mit Sitz in Untergruppenbach ist ein deutscher Hersteller von Getrieben und Getriebekomponenten für PKW und leichten Nutzfahrzeugen und ab 2015 Teil des kanadisch-österreichischen Konzerns Magna International. Die Abkürzung PT steht für Powertrain. Das Unternehmen stellt neben handgeschalteten Getrieben und automatisierten Schaltgetrieben auch Doppelkupplungsgetriebe her und ist bei letzteren globaler Marktführer. Hinzu kommen Getriebe für Hybridfahrzeuge. Hauptkonkurrenten sind ZF Friedrichshafen, das zum Toyota-Konzern gehörende Aisin Seiki und Jatco.

## Geschichte

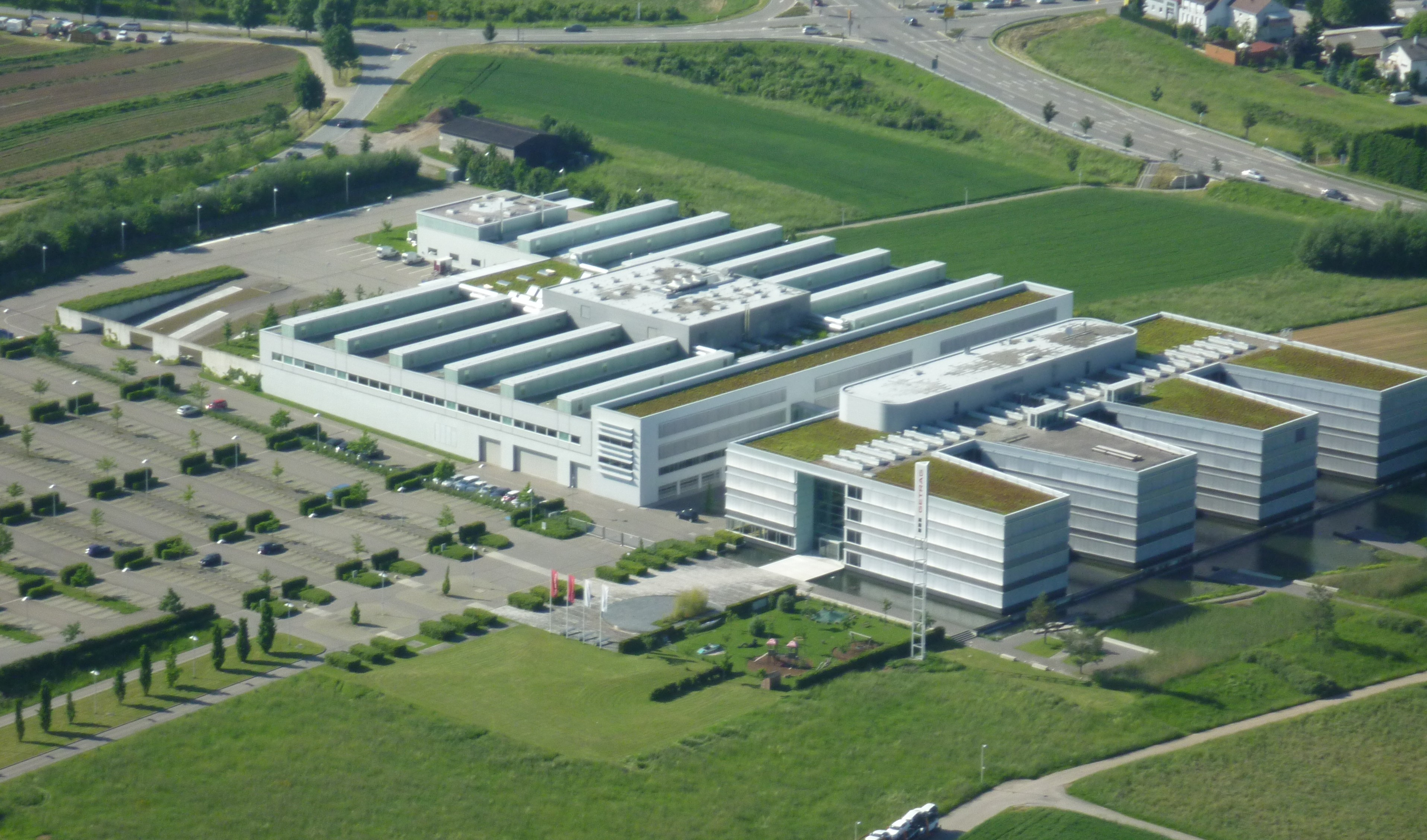
Luftbild der Zentrale (2010)

Am 1. Mai 1935 wurde das Unternehmen in Ludwigsburg von Hermann Hagenmeyer als Getriebe- und Zahnradfabrik Hermann Hagenmeyer AG gegründet. Hagenmeyer, der einer Schweinfurter Brauereifamilie entstammte, hatte als 21-Jähriger die Pfeiffer Getriebewerke in Ludwigsburg gekauft, um sich selbstständig zu machen. Mit dem von Pfeiffer übernommenen kleinen Kundenstamm liefen die Geschäfte gut an, sodass für das Jahr 1935 bereits ein Umsatz von 355.000 Reichsmark ausgewiesen werden konnte. Mit 77 Mitarbeitern produzierte Hagenmeyer zunächst Drei- und später auch Vierganggetriebe für Motorräder. 1936 baute er für das „Rollfix“-Dreirad, einen Kleinlieferwagen mit 200-cm³-Motor, sein erstes Getriebe mit Rückwärtsgang. Schwerpunkt des Unternehmens, dessen Mitarbeiterzahl bis 1939 auf 230 angestiegen war, blieben jedoch Motorradgetriebe. Während des Zweiten Weltkrieges war Getrag dem Reichsluftfahrtministerium unterstellt und fertigte vorwiegend Zahn- und Antriebsräder für Zahnradpumpen. Die Produktion endete am 20. April 1945, konnte jedoch nach Kriegsende mit 100 Leuten wieder aufgenommen werden.
Das Unternehmen wurde 1951 in eine GmbH umgewandelt. Am 19. April 1982 starb Hermann Hagenmeyer, und sein Sohn Tobias Hagenmeyer übernahm die Leitung.
Im Jahr 2001 wurde die Getrag Ford Transmissions GmbH, Köln als 50:50 Joint Venture zwischen Getrag und Ford of Europe mit drei Produktionsstätten in Deutschland, Frankreich und Großbritannien gegründet.
2007 wurde das Joint Venture Getrag (Jiangxi) Transmission Co. Ltd zwischen der Getrag und der Jiangling Motors Company Group gegründet. Während der Wirtschaftskrise 2009 wurde das Unternehmen mit einer Bürgschaft des Landes Baden-Württemberg gestützt, um die Arbeitsplätze zu erhalten.
Im Jahr 2011 veräußerte Getrag das Antriebsstrang-Geschäft bestehend aus den Tochterunternehmen Getrag Corporation (USA) und Getrag All Wheel Drive AB (Schweden) an die britische GKN.
Im Oktober 2012 wurde ein Joint Venture zwischen Getrag und der Dongfeng Motor Corporation gegründet.
Dongfeng Getrag Transmissions sollte Ende 2015 mit der Produktion von Getrieben in Wuhan beginnen. Mit einer Produktion von 3,9 Millionen Getrieben pro Jahr (Stand 2015, inkl. Joint Ventures) war Getrag einer der größten Getriebeproduzenten der Welt.
Im Juli 2015 gab Getrag bekannt, dass es vollkommen vom kanadisch-österreichischen Magna-Konzern übernommen wird.
Die Übernahme wurde zum Jahresende 2015 abgeschlossen. Der Kaufpreis betrug ca. 1,75 Mrd. Euro, was unter Berücksichtigung der übernommenen Pensionsverbindlichkeiten einem Unternehmenswert von ca. 2,45 Mrd. Euro entsprach. Magna plante Anfang 2024 seinen Standort in Köln bis Ende Juni aufzugeben – 200 bis 300 Mitarbeiter wären betroffen.

## Kennzahlen
- produzierte Getriebe: 3.614.000 (2012), 3.891.000 (2013), 3.908.000 (2016)
- Umsatz: 3,0 Milliarden Euro (2012)
- 22 Produktions- und Entwicklungsstandorte
- Mitarbeiter insgesamt: 12.820 (2012), 14.000 (2015), 13.500 (2016)